# Repno-Nikólskoie
Repno-Nikólskoie (en rus: Репно-Никольское) és un poble de l'óblast de Tula, a Rússia, segons el cens del 2010 tenia 49 habitants.